# Günter F. Gross
Günter F. Gross (* 25. Mai 1929 in Berlin; † 8. Oktober 2022 in Düsseldorf) war ein deutscher Unternehmensberater und Autor.
Gross, Diplom-Volkswirt, beriet Unternehmen, hielt Vorträge und veranstaltete Strategiekonferenzen. An diesen  haben bisher etwa 350.000 Unternehmer, Führungskräfte und Verkaufspersonal in Europa, Indien und den USA teilgenommen.

## Veröffentlichungen
- Älter werden Sie. Jung bleiben Sie! - Bewahren Sie Ihre Jugendlichkeit Olzog Verlag 2013 - ISBN 978-3957680846
- Adler fressen keine Fliegen - Günter F. Gross Erfolgsformeln FinanzBuch Verlag 2007 - ISBN 978-3-89879-310-0
- Beruflich Profi, privat Amateur? Berufliche Spitzenleistungen und persönliche Lebensqualität. Verlag Moderne Industrie, Landsberg 2005 (19. Auflage) – ISBN 3636013068
- Mut und Entschlossenheit. Die Multiplikatoren des Erfolges. Verlag Moderne Industrie, Landsberg 2001 – ISBN 3478388201
- Chefentlastung
- Checklist Kommunikation – ISBN 3-478-33644-9
- Win at Work and at Home - ISBN 978-0139604362